# Макеевка (Забайкальский край)
Макеевка — село в Нерчинском районе Забайкальского края России. Входит в состав городского поселения «Нерчинское».

## География
Село находится в центральной части района, на правом берегу реки Нерча, напротив города Нерчинска.
Климат
Климат характеризуется как резко континентальный, с продолжительной холодной зимой. Средняя температура самого тёплого месяца (июля) составляет 18 — 20 °С (абсолютный максимум — 38 °С). Средняя температура самого холодного месяца (января) — −28 — −30 °С (абсолютный минимум — −54 °С). Годовое количество осадков — 300—350 мм. Продолжительность безморозного периода составляет 100—110 дней.
Часовой пояс
Село Макеевка находится в часовой зоне МСК+6. Смещение применяемого времени относительно UTC составляет +9:00.

## История
Основано в 1975 году. Первопоселенцами были выходцы из Донецкой области.

## Население
| 2010 | 2014 | 2016 | 2017 | 2018 | 2019 | 2020 |
| ---- | ---- | ---- | ---- | ---- | ---- | ---- |
| 40   | ↘38  | ↘37  | ↘33  | ↘32  | ↗40  | ↘31  |
| 2021 |      |      |      |      |      |      |
| ↘29  |      |      |      |      |      |      |

Половой состав
По данным Всероссийской переписи населения 2010 года в гендерной структуре населения мужчины составляли 52,5 %, женщины — соответственно 47,5 %.
Национальный состав
Согласно результатам переписи 2002 года, в национальной структуре населения русские составляли 89 % из 63 чел.

## Улицы
Уличная сеть села состоит из трёх улиц.